# Gottfried Heinzel
Gottfried Heinzel (* 21. Mai 1903 in Unterthemenau; † 21. April 1968 in Lassing) war ein katholischer Theologe, Jesuit und Rektor der Universität Innsbruck.

## Leben
Geboren als Sohn eines k. k. Eisenbahnbeamten im damals noch niederösterreichischen Unterthemenau, ging er in Wien in die Volksschule und in Hollabrunn ins Gymnasium. Nach der Matura 1922 begann er ein Studium an der theologischen Fakultät der Universität Wien und trat 1923 in den Jesuitenorden ein. Sein Noviziat absolvierte er in St. Andrä im Lavanttal und studierte dann an der Jesuitenhochschule in Pullach und später an der Universität Innsbruck. Nach dem Abschluss 1927 war er drei Jahre am Jesuitenkolleg Wien-Kalksburg als Erzieher tätig und kehrte nach Innsbruck zurück. Hier wurde er 1932 zum Priester geweiht und schloss 1934 das Doktorat ab. 1935 wurde er zum Professor für Moral und Kirchenrecht an der Philosophisch-Theologischen Diözesanlehranstalt in Klagenfurt ernannt. Nach dem Anschluss Österreichs an Deutschland blieb er in Klagenfurt, auch nachdem 1939 seine Gehaltszahlungen eingestellt und das Gebäude der Lehranstalt konfisziert wurde. Ab 1941 war er in jenen slowenischen Gebieten seelsorgerisch tätig, die dem Gau Kärnten zugeschlagen wurden und blieb trotz Denunzierung und Partisanenkrieg bis Kriegsende dort. Am 5. Mai 1945 verhalf er dem Erzbischof von Laibach, Gregorij Rožman, zur Flucht nach Klagenfurt.
1945 kehrte er als Lehrender an die Universität Innsbruck zurück und wurde 1947 zum ordentlichen Professor für Kirchenrecht ernannt. Er unterrichtete dieses Fach vorübergehend auch an der Juridischen Fakultät. Neben der Lehre war er als Prosynodalrichter am kirchlichen Ehegericht und in der Verwaltung von Universität und Orden tätig. Zweimal war er Dekan der Katholisch-Theologischen Fakultät (1955/56, 1960/61) und im Studienjahr 1957/58 Rektor der Universität Innsbruck. Von 1946 bis 1949 und von 1955 bis 1957 war er Rektor des Innsbrucker Jesuitenkollegs, von 1949 bis 1955 leitete er als Provinzial die Österreichischen Provinz der Jesuiten. Er war Mitglied einer Vorbereitungskommission (Commissio praeparatoria) für das Zweite Vatikanische Konzil. Seinem langjährigen Bemühen wird zugeschrieben, dass ab 1965 auch Nichtjesuiten zur Habilitation an der Theologischen Fakultät zugelassen werden konnten.
Der emeritierte Moralprofessor Albert Schmitt betraute ihn mit der Herausgabe des damaligen moraltheologischen Standardwerks Summa Theologiae moralis von Hieronymus Noldin, dem damals am weitesten verbreiteten katholischen Handbuch zur Sexualität, das Generationen von Priestern prägte. Heinzel verantwortete die Auflagen 30–34.
Nach zwei Herzinfarkten war er gesundheitlich angeschlagen und starb 1968 während eines Kuraufenthalts in Unterberg bei Lassing im steirischen Ennstal. Er wurde in der Jesuitenkirche in Innsbruck beigesetzt.

## Schriften
- Der Katholik im öffentlichen Leben (= Wiederaufbau auf christlicher Grundlage), 3, Klagenfurt 1946
- Kirche und Toleranz. Antrittsrede, gehalten anläßlich der Inauguration zum Rector magnificus des Studienjahres 1957/58 am 16. November 1957 im Kaiser-Leopold-Saal der alten Universität zu Innsbruck. Tyrolia, Innsbruck 1957
- Hieronymus Noldin und sein Werk. In: Zeitschrift für katholische Theologie, 80 (1958), Heft 1: Hundert Jahre Theologische Fakultät Innsbruck 1857–1957, S. 200–210, JSTOR:24176305
- Leitsätze für Beichtväter von Priesterkandidaten. In: Theologisch-praktische Quartalschrift. Band 109, 1961, S. 16–22